# SN 1996cm
SN 1996cm – supernowa typu Ia odkryta 18 marca 1996 roku w galaktyce A153011+0555. Jej maksymalna jasność wynosiła 22,66m.